# Sankarani
Sankarani è un comune rurale del Mali facente parte del circondario di Yanfolila, nella regione di Sikasso.